# Primi ministri del Mali
I primi ministri del Mali dal 1960 ad oggi sono i seguenti.

## Lista
|                                                    | Modibo Keïta                | 20 giugno 1965    | 1965                    |
| Carica abolita (1965 - 19 novembre 1968)           |                             |                   |                         |
|                                                    | Yoro Diakité                | 19 novembre 1968  | 18 settembre 1969       |
| Carica abolita (18 settembre 1969 - 6 giugno 1986) |                             |                   |                         |
|                                                    | Mamadou Dembelé             | 6 giugno 1986     | 6 giugno 1988           |
| Carica abolita (6 giugno 1988 - 2 aprile 1991)     |                             |                   |                         |
|                                                    | Soumana Sacko               | 2 aprile 1991     | 9 giugno 1992           |
|                                                    | Younoussi Touré             | 9 giugno 1992     | 12 aprile 1993          |
|                                                    | Abdoulaye Sékou Sow         | 12 aprile 1993    | 4 febbraio 1994         |
|                                                    | Ibrahim Boubacar Keïta      | 4 febbraio 1994   | 15 febbraio 2000        |
|                                                    | Mandé Sidibé                | 15 febbraio 2000  | 18 marzo 2002           |
|                                                    | Modibo Keïta                | 18 marzo 2002     | 9 giugno 2002           |
|                                                    | Ahmed Mohamed ag Hamani     | 9 giugno 2002     | 29 aprile 2004          |
|                                                    | Ousmane Issoufi Maïga       | 29 aprile 2004    | 28 settembre 2007       |
|                                                    | Modibo Sidibé               | 28 settembre 2007 | 3 aprile 2011           |
|                                                    | Cissé Mariam Kaïdama Sidibé | 3 aprile 2011     | 22 marzo 2012           |
|                                                    | Cheick Modibo Diarra        | 17 aprile 2012    | 11 dicembre 2012        |
|                                                    | Django Sissoko              | 11 dicembre 2012  | 5 settembre 2013        |
|                                                    | Oumar Tatam Ly              | 5 settembre 2013  | 5 aprile 2014           |
|                                                    | Moussa Mara                 | 5 aprile 2014     | 9 gennaio 2015          |
|                                                    | Modibo Keïta                | 9 gennaio 2015    | 10 aprile 2017          |
|                                                    | Abdoulaye Idrissa Maïga     | 10 aprile 2017    | 31 dicembre 2017        |
|                                                    | Soumeylou Boubèye Maïga     | 31 dicembre 2017  | 2019                    |
|                                                    | Boubou Cissé                | 2019              | Colpo di Stato del 2020 |
|                                                    | Giunta militare             | 2020              | 2020                    |
|                                                    | Moctar Ouane                | 2020              | 2021                    |